# Font de Macià
La Font de Macià és una font de l'antic poble de Perauba al municipi de Conca de Dalt, al Pallars Jussà. Antigament pertanyia a l'antic municipi d'Hortoneda de la Conca.
Està situada a 1.784 m d'altitud, al vessant nord, a prop de la carena, de la Serra de la Travessa, al nord-est del Bony de la Font de Macià i al sud-oest de la capçalera de la Canal de Pleta Bogada.